# Андреев, Иван Александрович
Иван Александрович Андреев (1898—1944) — советский скульптор.

## Биография
Иван Андреев родился в 1898 году. С 1927 по 1930 год учился в московском Вхутеине у И. М. Чайкова. В 1930—1931 годах учился в ИНПИИ у А. Т. Матвеева. Жил и работал в Москве. После начала Великой Отечественной войны ушёл на фронт. Лейтенант Андреев Иван Александрович погиб от ран 20 марта 1944 года. Захоронен в братской могиле расположенной в Ленинградской области, город Ивангород, на южной стороне дороги Кинигсепп-Ивангород.

## Творчество
В 1931 году выполнил проект памятника лейтенанту Шмидту. Автор портретов «Скульптор Е. М. Абалаков» (терракота, 1934), «А. М. Горький» (бюст, гипс, 1934; барельеф, кованая медь), «Джамбул Джабаев» (сидящая фигура, гипс, 1938; бюст, бронза, 1938), «Народный артист КазССР Д. Нурпеисова» (известняк, 1939). Автор скульптур «Девочки с цветами» (гипс), «Отдых» (барельеф, гипс), «Мальчик с мячом» (дерево). Автор барельефов для яслей в Шмитовском проезде (1935). Участвовал в оформлении павильона СССР на Всемирной выставке 1939 года в Нью-Йорке, выполнил декоративный барельеф. В 1939 году выполнил ряд декоративных фигур для ВСХВ («Узбечка, несущая хлопок», «Чабан» и другие). Скульптуры Ивана Андреева находятся в собрании Третьяковской галереи.
- Барельефы для яслей в Шмитовском проезде